# Zahnkofel
Der Zahnkofel (italienisch Dente, ladinisch Dënt) ist ein 3000 m s.l.m., nach anderen Quellen 3001 m hoher Berg in der Langkofelgruppe der Dolomiten (Italien).

## Lage und Umgebung
Der Zahnkofel liegt südlich von Gröden, sein Gipfel befindet sich auf der Grenze zwischen den Provinzen Südtirol und Trentino bzw. den Gemeinden St. Christina und Campitello di Fassa. Nordwestlich, getrennt durch die Westliche (2774 m) und Östliche Plattkofelscharte, befindet sich der Plattkofel (2964 m), östlich jenseits der Zahnkofelscharte erheben sich der Innerkoflerturm (3081 m) und die Grohmannspitze (3126 m). Im Norden erstreckt sich das Plattkofelkar mit der Langkofelhütte (2253 m), im Süden das Val Duron, ein Seitental des Fassatals mit dem Rifugio Sandro Pertini (2305 m).

## Alpinismus
Der Zahnkofel kann nur von Kletterern bestiegen werden, es gibt keine Wanderwege auf den Gipfel. Die Erstbesteigung erfolgte 1889 durch Luigi Bernard.
Der Normalweg führt von Süden (ausgehend vom viel begangenen Friedrich-August-Weg) über die Östliche Plattkofelscharte und die Westkante in leichter Kletterei (UIAA III) zum Gipfel. Weitere Routen sind vor allem in der Nordwand vorhanden, werden aber selten bis nie begangen und sind auch in den meisten Kletterführern nicht enthalten. Diese Kletterwege wurden teilweise von namhaften Alpinisten wie Sepp Innerkofler, Hermann Delago, und Jeanne Immink erstbegangen.
Es gibt auch einige steile Skitouren, die über Monte Pana auf den Zahnkofel führen.

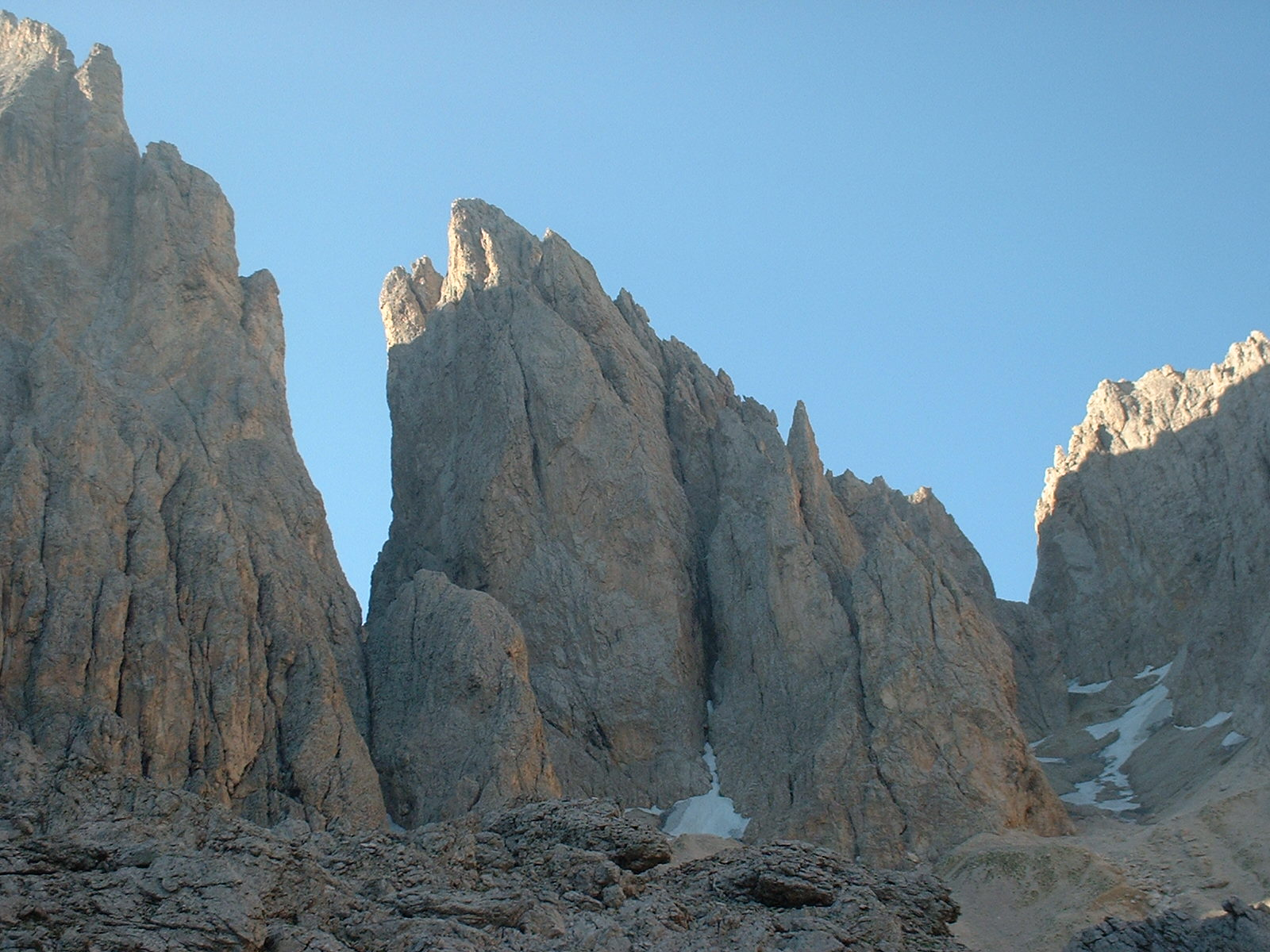
Zahnkofel von Norden